# Bhanpura
Bhanpura (Hindi: भानपुरा) ist eine Stadt mit ca. 20.000 Einwohnern im Distrikt Mandsaur im indischen Bundesstaat Madhya Pradesh.

## Lage
Bhanpura liegt im äußersten Nordosten des Distrikts Mandsaur in einer Höhe von ca. 385 m ü. d. M. Die Stadt ist ca. 115 km (Fahrtstrecke) von Mandsaur entfernt; die in Rajasthan gelegene Millionenstadt Kota befindet sich ca. 100 km nördlich. Das Klima ist für indische Verhältnisse eher gemäßigt; Regen fällt jedoch fast nur in der sommerlichen Monsunzeit.

## Bevölkerung
Offizielle Bevölkerungsstatistiken werden erst seit 1991 geführt und veröffentlicht.
| Jahr      | 1991   | 2001   | 2011   |
| Einwohner | 14.930 | 16.494 | 20.013 |

Die Hindi und Urdu sprechende Bevölkerung besteht zu etwa 78,5 % aus Hindus, zu gut 18 % aus Moslems und zu knapp 3 % aus Jains; zahlenmäßig kleine Minderheiten bilden Christen, Sikhs, Buddhisten und andere. Wie bei Volkszählungen im Norden Indiens üblich, liegt der männliche Bevölkerungsanteil etwa 5 % höher als der weibliche.

## Wirtschaft
In den Dörfern der landwirtschaftlich orientierten Umgebung werden in der Hauptsache Baumwolle, Weizen, Linsen und Ölsaaten angebaut; auch die Forstwirtschaft ist von Bedeutung. Die Stadt selbst dient als regionales Zentrum für Handwerk, Handel und Dienstleistungen aller Art.

## Geschichte
Die Region um Bhanpura ist schon seit Jahrtausenden besiedelt, doch ist sie eher arm an archäologischen Funden. Im Mittelalter kamen islamische Eindringlinge, später dann Marathen und Briten.

## Sehenswürdigkeiten

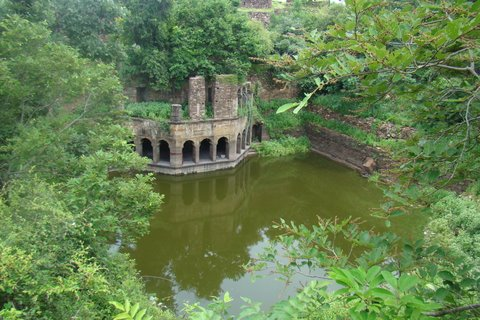
Teil des Hinglajgarh-Forts

- Im Ort selbst befindet sich ein Museum zur Regionalgeschichte. Es ist in einem palastartigen Memorialbau (chhatri) eines Regionalfürsten untergebracht und beherbergt mittelalterliche Skulpturen aus der Region sowie aus privaten Sammlungen – darunter befinden sich Bildnisse von Chamunda, Mahishasuramardini, Parshwanath, Ardhanarishvara, Vishnu u. a.; besonders hervorzuheben sind eine Figur von Shiva und Parvati (Uma-Maheshwara) und ein steinerner kniender Nandi-Bulle mit Begleitfiguren (beide stammen aus dem Hinglajgarh-Fort).

Umgebung
- Das ca. 25 km nördlich in der waldreichen Landschaft beim Dorf Navali (25° 30′ 0″ N, 75° 47′ 0″ O) gelegene Hinglajgarh-Fort (Hindi: हिंगलाज क़िला; Hinglaj Qila) stammt wahrscheinlich aus dem 13./14. Jahrhundert und wurde von der Paramara-Dynastie erbaut.
- An zwei Plätzen (Seeta Khardi und Chaturbhujnath Nala) in der Umgebung von Bhanpura finden sich Felsmalereien unterschiedlichen Alters. ‚Primitive‘ Darstellungen von Tieren und Menschen sind darunter ebenso zu finden wie geometrische Ornamente (siehe auch Bhimbetka).

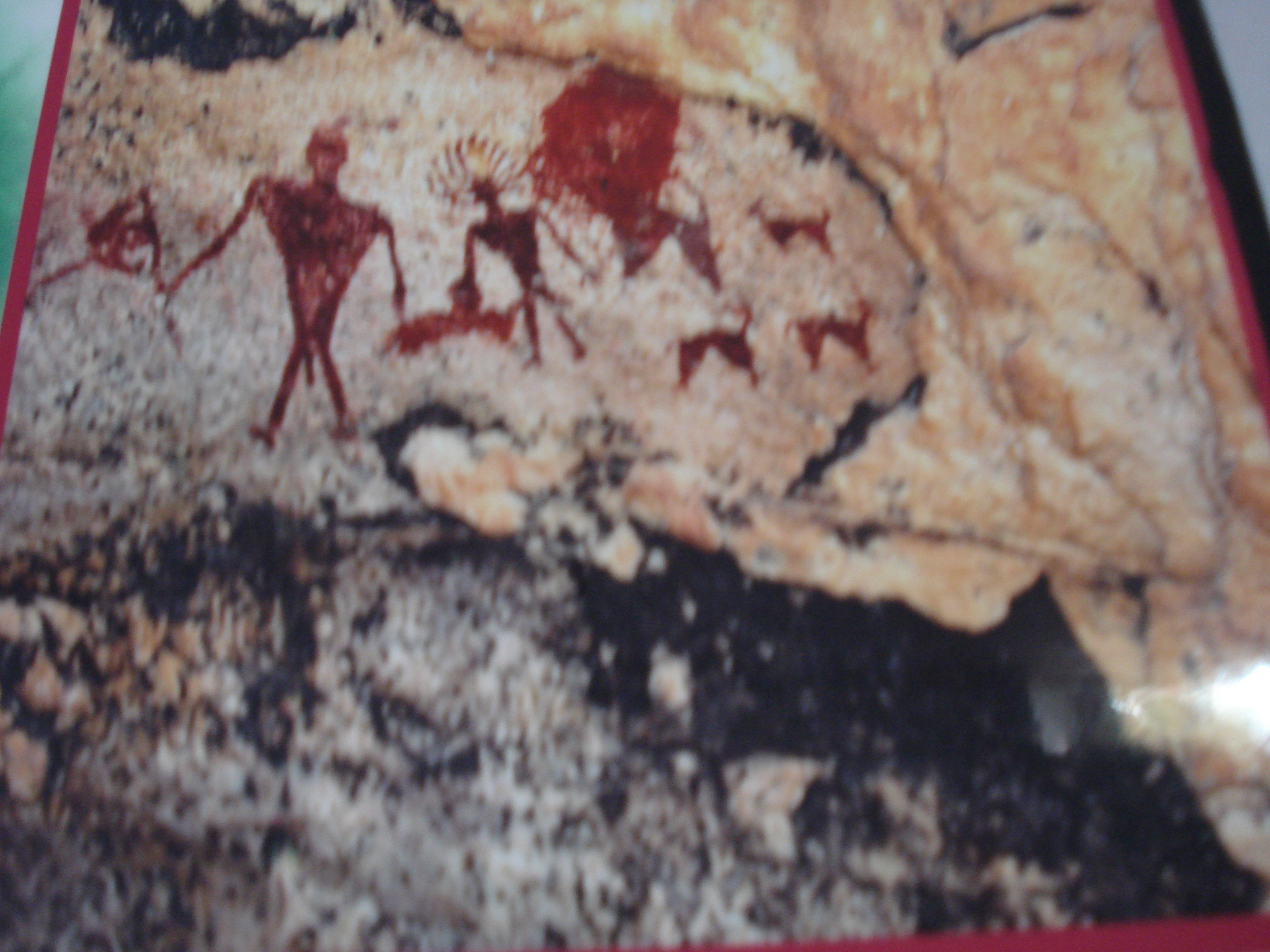
Kopie einer Felsmalerei
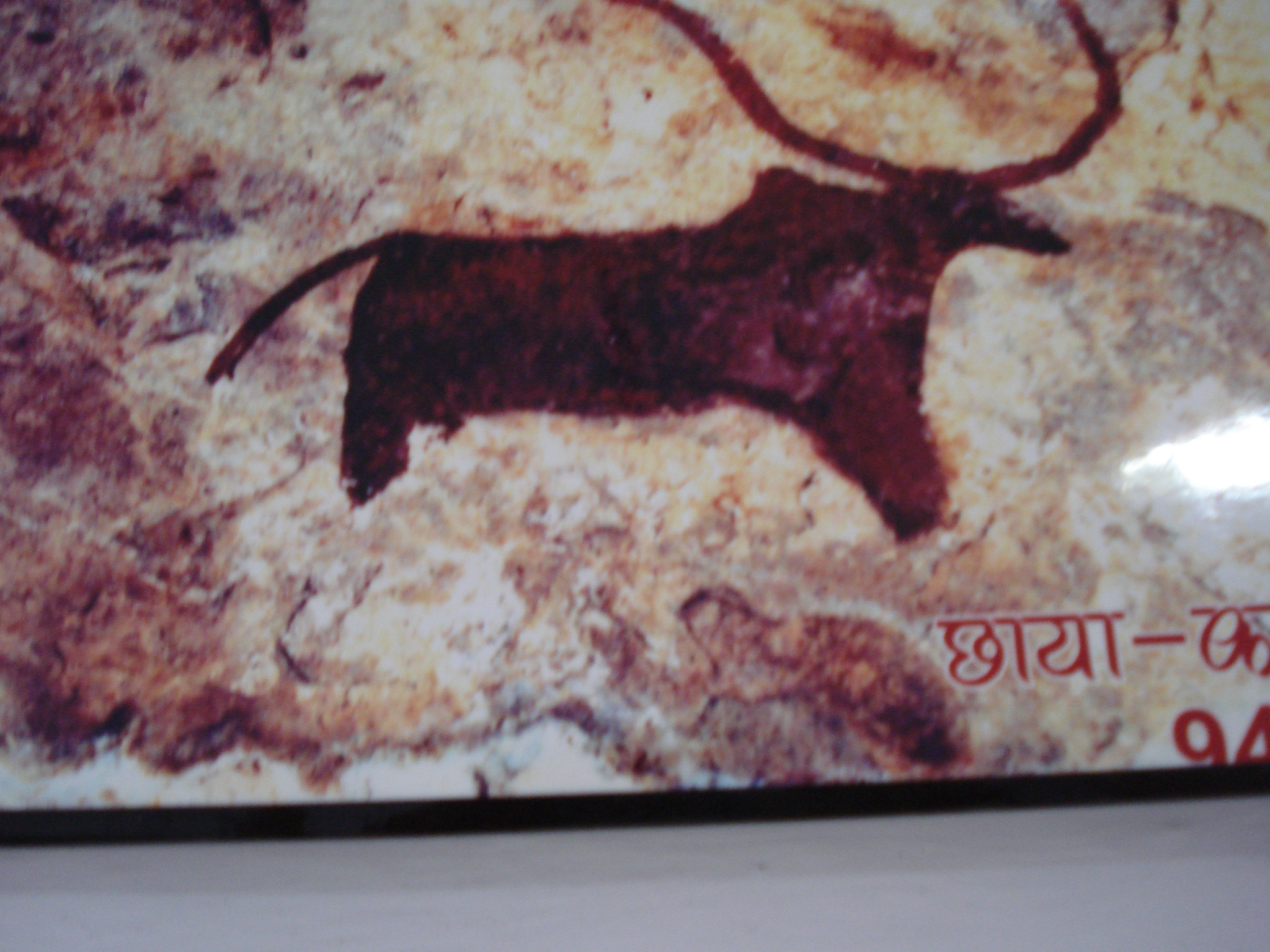
dto.
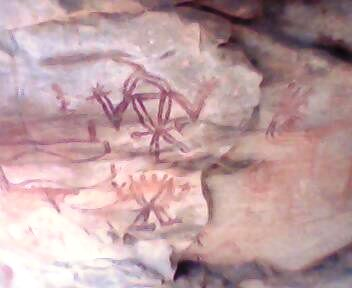
Felsmalerei in Seeta Khardi